# Manning Redwood
Pour les articles homonymes, voir Redwood.
Manning Redwood est un acteur américain né le 16 février 1929 à New York et décédé le 9 juillet 2006 dans le comté de Surrey en Angleterre.

## Filmographie

### Cinéma
- 1980 : Shining : un garde forestier
- 1981 : Outland : Officier Lowell
- 1981 : Shock Treatment : Harry Weiss
- 1981 : Reds : un douanier américain
- 1982 : Rêves sanglants : un policier
- 1983 : Jamais plus jamais : Général Miller
- 1985 : Ouragan sur l'eau plate : le général américain
- 1985 : Dangereusement vôtre : Bob Conley
- 1985 : Le Justicier de New York : Lieutenant Sterns
- 1985 : Révolution : Capitaine Cray
- 1987 : Pingpong : un touriste américain
- 1995 : Vendetta (en) : Skip Harrier

### Télévision
- 1980 : Oppenheimer : Général Leslie Groves (5 épisodes)
- 1983 : Pictures : Grover T. Grant (3 épisodes)
- 1985 : Edge of Darkness (en) : Schumaker (1 épisode)
- 1987 : London Embassy : Ministre Horton (6 épisodes)
- 1988 : La Grande Évasion 2 : Général McLaren
- 1990 : Orpheus Descending (en) : Talbot
- 1991 : Jeeves and Wooster : Stoker (2 épisodes)
- 1992 : The Tomorrow People : Colonel Masters (5 épisodes)
- 1993 : Harry (en) : Frank (1 épisode)
- 1994 : Scarlett : Wilson (1 épisode)
- 1995 : The Affair : le juge militaire